# Liste der Ministerien in Luxemburg
Diese Liste zeigt die Ministerien in Luxemburg, innerhalb der luxemburgischen Regierung.
| Name | offizielle Bezeichnung                                                                                      | Foto |
| --- | --- | ---- |
| Staatsministerium                                                                                        | Ministère d'État                                                                                            |      |
| Ministerium für auswärtige und europäische Angelegenheiten, Verteidigung, Zusammenarbeit und Außenhandel | Ministère des Affaires étrangères et européennes, de la Défense, de la Coopération et du Commerce extérieur |      |
| Ministerium für innere Angelegenheiten                                                                   | Ministère des Affaires intérieures                                                                          |      |
| Ministerium für Landwirtschaft, Lebensmittel und Weinbau                                                 | Ministère de l'Agriculture, de l'Alimentation et de la Viticulture                                          |      |
| Ministerium für Kultur                                                                                   | Ministère de la Culture                                                                                     |      |
| Ministerium für Digitalisierung                                                                          | Ministère de la Digitalisation                                                                              |      |
| Ministerium für Wirtschaft                                                                               | Ministre de l'Économie                                                                                      |      |
| Ministerium für Bildung, Kinder und Jugend                                                               | Ministère de l'Éducation nationale, de l'Enfance et de la Jeunesse                                          |      |
| Ministerium für Gleichstellung und Vielfalt                                                              | Ministère de l'Égalité des genres et de la Diversité                                                        |      |
| Ministerium für Umwelt, Klima und Biodiversität                                                          | Ministère de l'Environnement, du Climat et de la Biodiversité                                               |      |
| Ministerium für Familie, Solidarität, Zusammenleben und Unterbringung von Flüchtlingen                   | Ministère de la Famille, des Solidarités, du Vivre ensemble et de l'Accueil                                 |      |
| Ministerium der Finanzen                                                                                 | Ministère des Finances                                                                                      |      |
| Ministerium für den öffentlichen Dienst                                                                  | Ministère de la Fonction publique                                                                           |      |
| Ministerium der Justiz                                                                                   | Ministère de la Justice                                                                                     |      |
| Ministerium für Wohnungsbau und Raumentwicklung                                                          | Ministère du Logement et de l'Aménagement du territoire                                                     |      |
| Ministerium für Mobilität und öffentliche Arbeiten                                                       | Ministère de la Mobilité et des Travaux publics                                                             |      |
| Ministerium für Forschung und Hochschulwesen                                                             | Ministère de la Recherche et de l'Enseignement supérieur                                                    |      |
| Ministerium für Gesundheit und soziale Sicherheit                                                        | Ministère de la Santé et de la Sécurité sociale                                                             |      |
| Ministerium für Sport                                                                                    | Ministère des Sports                                                                                        |      |
| Ministerium für Arbeit                                                                                   | Ministère du Travail                                                                                        |      |